# Armored Hunter Gunhound EX
Armored Hunter Gunhound EX es un videojuego japonés desarrollado por Dracue Software para la PlayStation Portable. Fue lanzado originalmente para la PlayStation Portable en 2013, y más tarde para Windows en 2014 como un lanzamiento fuera de Japón. ''Armored Hunter Gunhound EX'' es un juego de mechas que empezó como un juego doujin.

## Trama
La historia se sitúa en el futuro distante en el que las guerras se luchan con mechas gigantes, donde se involucra un piloto de una de estas máquinas.

## Jugabilidad
Armored Hunter Gunhound EX es un juego de acción 2D que permite al jugador controlar un mecha humanoide gigantesco.
El juego es un tributo a Assault Suit Leynos y Assault Suits Valken, por lo que se juega de forma similar.

## Desarrollo
El juego originalmente fue un juego japonés doujin (independiente). Norihiro Furukawa trabajó en arreglos del tema principal del juego. Fue lanzado para la PlayStation Portable en Japón el 13 de enero de 2013. La banda sonora del juego, titulada PERFECT SOUNDTRACK Kisou Ryouhei Gunhound EX, fue lanzada como un extra en la compra de la edición limitada del lanzamiento de PSP.
Dracue Software ha cerrado, y su expresidente Tomino Hiroki se ha unido a la compañía Garuru Labs. El código fuente original de Gunhound se ha convertido en código abierto. Debido a la suspensión de Dracue Software, el juego ha sido removido de las tiendas de Steam y Playism el 18 de octubre de 2018.

## Recepción
El juego ha sido bien recibido desde su lanzamiento. Varios críticos lo han comparado con Assault Suits Valken.
Cuatro críticos de Famitsu le dieron a la versión de PSP un puntaje de 8, 7, 7 y 7, con un total de 29/40.
La versión EX lanzada para PC fue igualmente bien recibida. USGamer le otorgó un puntaje de 4/5. La revista de juegos polaca CD-Action le otorgó un puntaje de 7,5/10. Aunque la reseña fuese en general positiva, han señalado que las ideas del juego no fueron implementadas en la medida en que se podrían haber implementado, y desearon que una secuela pudiera expandir dichas ideas.